# Бафата (округ)
Бафата (порт. Bafatá) — регион в Гвинее-Бисау. Административный центр — город Бафата. Площадь — 5 981 км², население — 225 516 человек (2009 год).

## География
Округ (регион) Томбали расположен в центральной части Гвинеи-Бисау, в её Восточной провинции. На севере граничит с Сенегалом, на юге с регионом Томбали, на востоке — с округом Габу, на западе — с регионами Кинара и Ойо.
Административно округ управляется из города Катиимор с населением около 9 тысяч человек. Округ Томбали подразделяется на шесть секторов: Бафата, Бамбадинка, Контубое, Галомаро, Га-Мамудо и Китоле.
В жаркий сезон, с декабря по май, средняя температура воздуха в Томбали колеблется между +20 °C и +30 °C. сезон дождей с мая по ноябрь. Основной природно-климатический ландшафт региона Бафата — саванна с выпаданием обильных осадков в период дождей.

## Население и экономика
Согласно официальной оценке, в регионе Томбали на 2009 год проживали около 226 тысяч человек. Соотношение мужчин и женщин здесь — 100/94.
В религиозном отношении 7 % населения округа Томбали — христиане, преимущественно католики, 77 % — мусульмане, 4 % исповедуют местные анимистические культы. К атеистам себя относят 0,9 % жителей.
Основой экономики региона является сельское хозяйство, рыболовство в реках и лесная промышленность.